# Сьледзейовиці
Сьледзейовиці (пол. Śledziejowice) — село в Польщі, у гміні Величка Велицького повіту Малопольського воєводства.
Населення — 1768 осіб (2011).
У 1975-1998 роках село належало до Краківського воєводства.

## Демографія
Демографічна структура станом на 31 березня 2011 року:
|          | Загалом | Допрацездатний вік | Працездатний вік | Постпрацездатний вік |
| -------- | ------- | ------------------ | ---------------- | -------------------- |
| Чоловіки | 853     | 217                | 571              | 65                   |
| Жінки    | 915     | 203                | 582              | 130                  |
| Разом    | 1768    | 420                | 1153             | 195                  |